# أكلمام تيفوناسين
ألكلمام تيفوناسين هي بحيرة في الأطلس المتوسط، تبعد بحوالي 40 كلم عن مدينة أزرو، وهي تقع ضمن المنتزه الوطني لإفران. وهي مصنفة ضمن اتفاقية رامسار.
تبلغ مساحتها حوالي 70 هكتاراً. ومناخها الحيوي شبه رطب.